# Rosalia (insecte)
Pour les articles homonymes, voir Rosalia.
Genre
Rosalia est un genre d'insectes coléoptères de la famille des Cerambycidae.

## Liste des espèces
- Rosalia alpina (Linnaeus, 1758) - Rosalie des Alpes
- Rosalia batesi Harold, 1877
- Rosalia coelestis Semenov, 1911
- Rosalia funebris Motschulsky 1845
- Rosalia houlberti Vuillet, 1911
- Rosalia lameerei Brogn, 1890